# Ambrosio Gatti
Ambrosio Gatti (San Nicolás de los Arroyos, 18 de mayo de 1918 – Rosario, 13 de febrero de 2010) fue un pintor argentino. Nicoleño de nacimiento, pasó la mayor parte de su vida, realizó estudios y desarrolló su obra en la ciudad de Rosario.

## Vida y obra
En 1933, se radicó en Rosario realizando estudios de dibujo y pintura con Enrique Munné. Fue participante en la muestra inaugural del Museo Municipal de Bellas Artes Juan B. Castagnino  y profesor y director de la Escuela Municipal Manuel Musto. Durante varios períodos presidió la Sociedad Argentina de Artistas Plásticos de Rosario y fue ganador de numerosos premios.
Con una sólida formación en la composición y el uso del color, pintó paisajes portuarios, del litoral, naturalezas muertas y retratos. Por su trayectoria y prestigio fue distinguido como Artista Plástico Distinguido por el Consejo Municipal de Rosario. Después de su muerte, para preservar su vida y obra fue creado el Museo Ambrosio Gatti.